# Biga (langue)
Pour les articles homonymes, voir Biga.

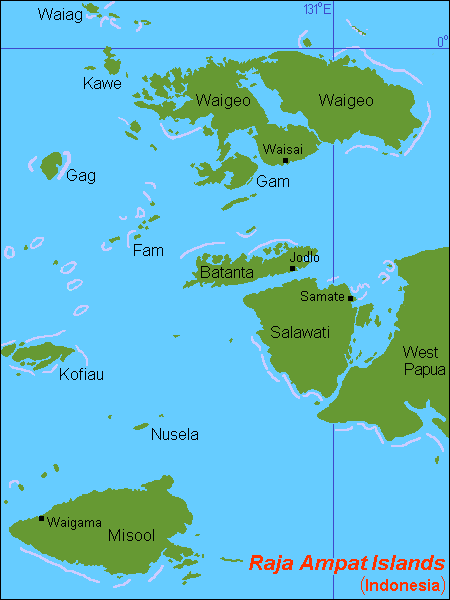
Carte des Raja Ampat. L'ile Misool est au Sud-Ouest.

Le biga est une langue malayo-polynésienne parlée sur l'île indonésienne de Misool, dans l'archipel des Raja Ampat, à l'extrême Ouest de la Nouvelle-Guinée. Elle appartient au groupe des langues raja ampat au sein des langues Halmahera du Sud-Nouvelle Guinée occidentale.